# Moltiplicazione dei pani e dei pesci (Pittoni)
La moltiplicazione dei pani e dei pesci, è il titolo di un dipinto di olio su tela realizzato dal pittore italiano Giambattista Pittoni nel 1725, esposto nella collezione permanente del museo National Gallery of Victoria di Melbourne in Australia.

## Descrizione
Pittoni realizzò il suo dipinto basandosi sul Vangelo di Giovanni (6:3–13): Gesù andò sulle montagne ... una grande moltitudine lo seguì, li ordinò di sedersi, prese cinque pani e due pesci e, ringraziandoli, li spezzò e i discepoli li distribuirono.